# 41049 Van Citters
41049 Van Citters este un asteroid din centura principală de asteroizi.

## Descriere
41049 Van Citters este un asteroid din centura principală de asteroizi. A fost descoperit pe 9 noiembrie 1999 la Fountain Hills (Arizona) de Charles W. Juels. Asteroidul prezintă o orbită caracterizată de o semiaxă mare de 2,76 ua, o excentricitate de 0,25 și o înclinație de 14,5° în raport cu ecliptica.